# Dream Theater (album)
Dream Theater is het twaalfde album van de Amerikaanse progressieve metalband Dream Theater. Het is uitgebracht door Roadrunner Records op 23 september 2013 in Europa, en een dag later in Amerika.
Het album bevat naast progressieve metal ook progressieve rock en hardrocknummers. Ook heeft het invloeden van symfonische rock, symfonische metal en klassieke muziek.

## Achtergrond
Het schrijven voor het album begon tijdens de A Dramatic Turn of Events Tour in april 2012. Tijdens soundchecks nam de band jamsessies op. Gitarist John Petrucci probeerde ook los van de band ideeën uit te werken.
In januari 2013 ging de band de studio in. Net als bij het voorgaande album, A Dramatic Turn of Events, kozen zij voor de Cove City Sound Studios in Glen Cove, New York. In mei waren de opnames klaar.
Engineer van het album is Richard Chycki, gitarist van de voormalige glammetalband Winter Rose, waar ook zanger James LaBrie deel van uitmaakte voordat hij naar Dream Theater overstapte.

## Compositie
Dream Theater is het eerste album waarop drummer Mike Mangini ook betrokken was bij het creatieve proces vanaf het begin. Voor A Dramatic Turn of Events had John Petrucci gebruikgemaakt van geprogrammeerde drums, die later werden ingevuld door Mangini.
Het album bevat twee instrumentale nummers. Het album Train of Thought uit 2003 was tot dit album het laatste album met een instrumentaal nummer.
Voor de nummers False Awakening suite en Illumination Theory is gebruikgemaakt van een strijkorkest, gearrangeerd en gedirigeerd door Eren Başbuğ.

## Release
Naast de fysieke release van het album, bood Rolling Stone een stream aan van het album op 16 september.
Het album is uitgegeven als cd, Deluxe cd+dvd, dubbel-lp, een gelimiteerde box set (met cd, dvd, vinyl) en als download.

## Nummers
Alle teksten zijn geschreven door John Petrucci, tenzij anders aangegeven.
Alle muziek is geschreven door Petrucci, Labrie, Mangini, Jordan Rudess, John Myung, tenzij anders aangegeven.
1. False Awakening Suite (instrumentaal, muziek: Petrucci, Rudess)
2. The Enemy Inside
3. The Looking Glass
4. The Enigma Machine (instrumentaal, muziek: Petrucci, Rudess, Mangini, Myung)
5. The Bigger Picture
6. Behind the Veil
7. Surrender to Reason (tekst: Myung)
8. Along for the Ride (muziek: Petrucci, Rudess)
9. Illumination Theory

### Singles
Van het album zijn drie singles uitgebracht.
- The Enemy Inside, 5 augustus 2013
- Along for the Ride, 9 september, 2013
- The Looking Glass, 3 february 2014

## Bezetting
Dream Theater
- James LaBrie – zang
- Mike Mangini – drums, percussie
- John Myung – basgitaar
- John Petrucci – gitaar
- Jordan Rudess – keyboards, GeoSynth App, Seaboard

Strijkorkest
- Viool - Misha Gutenberg (Concert Master), Larisa Vollis, Yelena Khaimova, Yevgeniy Mansurov
- Viola - Aleksandr Anisimov, Noah Wallace
- Cello - Anastasia Golenisheva, Valeriya Sholokhova
- Contrabas - Len Sluetsky

Productie
- Richard Chycki: Audio engineer en mix
- James "Jimmy T" Meslin: Assistent engineer
- Eren Başbuğ: Orkestarrangementen, dirigent
- Ted Jensen: Mastering
- Hugh Syme: Grafisch ontwerp